# Chicha

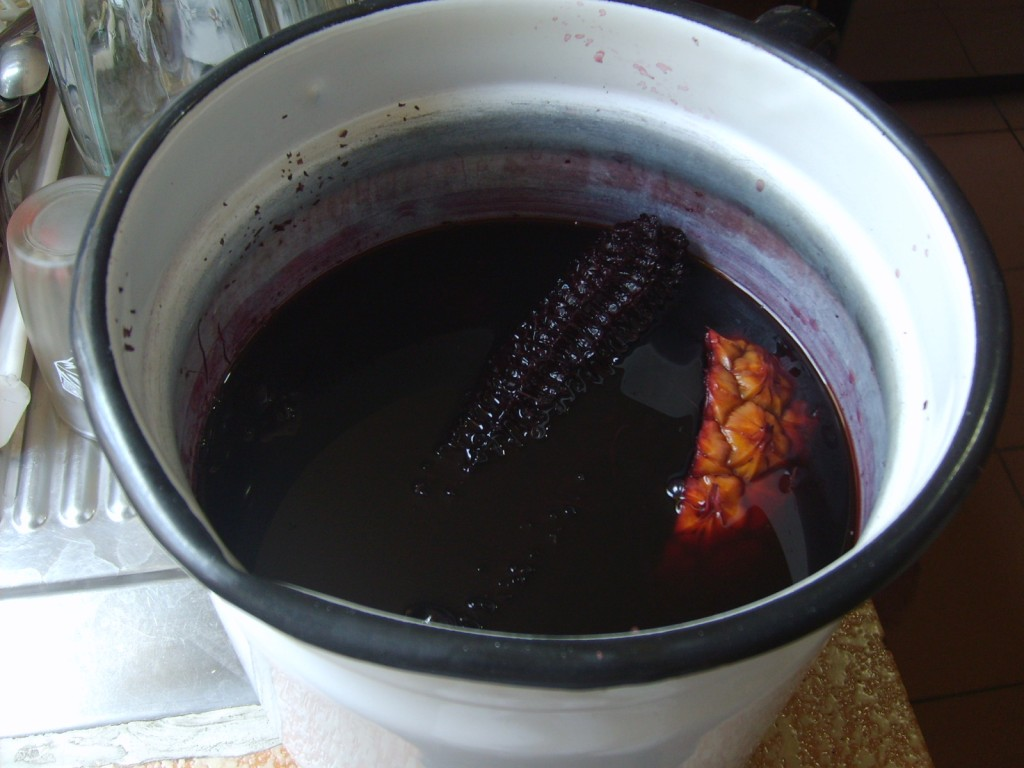
Chicha

Chicha é uma bebida fermentada produzida pelos povos indígenas da Cordilheira dos Andes e da América Latina em geral, desde a época do Império inca. É uma bebida fermentada à base de milho e outros cereais. Sem indicativo da origem do nome, estudos da Real Academia Espanhola afirmam que deriva da palavra chichab, que, na língua aborígene do Panamá, significa "milho".
Tanto antes quanto depois da Queda do Império Inca, cerveja de milho (chicha de jora) produzida a partir de variedades de milho crioulo tem sido a forma mais comum de chicha. Entretanto, a chicha também pode ser produzida a partir de outras plantas cultivadas ou de vida selvagem, como quinoa (Chenopodium quinia), kañiwa (Chenopodium pallidicaule), amendoim, mandioca, palmeiras, batata, Oxalis tuberosa e chañar (Geoffroea decorticans). Existem muitas variações regionais de chicha. No Império Inca, a chicha era usada com fins rituais.

## Etimologia
A origem exata do termo chicha tem sido debatida. Uma hipótese diz que teria origem taína, e teria se tornado um termo genérico usado pelos espanhóis para se referir a qualquer bebida fermentada produzida pelos povos ameríndios. Já segundo a Real Academia Espanhola, o termo provém do kuna chichab, que significa "milho". De acordo com Luis G. Iza, provém do náuatle chichiatl, que significa "água fermentada".

## Chicha de milho

### Preparação
A chicha de jora é uma cerveja de milho produzida a partir de milho germinado. O malte é extraído, aquecido e colocado para fermentar em grandes vasilhas, geralmente de barro, por vários dias.
Usualmente, a chicha é produzida em grandes quantidades. As vasilhas de barro usadas são frágeis e não podem ser usadas muitas vezes.
O processo é, essencialmente, o mesmo usado para se produzir cerveja de cevada. Tradicionalmente, é usado milho jora, uma variedade nativa dos Andes. O tipo ou combinação específica de milho usados evidenciam onde foi produzida a chicha de jora. Alguns adicionam quinoa ou outros suplementos para conferir consistência. Então, o líquido é fervido, ao mesmo tempo em que é aerado e mexido. Chancaca, uma forma bruta de açúcar, também ajuda na fermentação. Outros métodos incluem mastigar e cuspir o milho no líquido.
Depois da fermentação, o líquido é coado. Tradicionalmente, através de um grande tecido.
Em algumas culturas, em vez de germinar o milho para liberar o amido, o milho é mastigado e umedecido na boca da pessoa que o produz. Em seguida, é moldado na forma de pequenas bolas, achatado e posto para secar. A ptialina, enzima naturalmente presente na saliva humana, catalisa a quebra do amido em maltose. O processo de mastigar grãos ou amido foi usado na produção de bebidas alcoólicas em várias culturas pré-modernas mundo afora, incluindo, por exemplo, o saquê no Japão. A chicha preparada dessa maneira é chamada de chicha de muko.
A chicha morada é uma chicha não fermentada usualmente feita a partir de espigas de milho púrpura (maíz morado), que são cozidas com casca de abacaxi, canela e cravo. Isso gera um líquido denso e púrpura, que é misturado com açúcar e limão. Essa bebida é consumida tradicionalmente como um refresco, porém, recentemente, foram descobertos benefícios para a saúde ocasionados pelo consumo de milho púrpura. A chicha morada é comum nas culturas peruana e boliviana e é consumida geralmente acompanhando as refeições.
As mulheres costumam ser associadas à produção de chicha. Homens e crianças também podem se envolver na produção de chicha, mas as mulheres controlam a produção e a distribuição. Para muitas mulheres na sociedade andina, produzir e vender chicha é um elemento importante de sua identidade, pois gera poder e influência política.

### Uso
A chicha de jora tem sido produzida e consumida nos Andes há milênios. Os incas usavam a bebida com propósitos rituais e a consumiam em grandes quantidades durante os festivais religiosos. Em Machu Picchu, foram encontrados moinhos que, provavelmente, produziam a bebida.
Durante o Império Inca, as mulheres aprendiam como produzir a bebida nas Aqlla Wasi (escolas femininas).
As chicherias (tabernas de chicha) eram lugares onde se consumia a chicha. Muitas eram empresas familiares ilegais, que produziam sua própria chicha.
Normalmente, a bebida é servida em grandes copos de meio litro (caporal). Se levada para casa, a bebida é vendida na própria chomba de barro em que é fabricada. No litoral norte do Peru, é, frequentemente, servida numa cabaça seca conhecida como poto. Nos Andes peruanos, é, frequentemente, servida num qero, um recipiente de madeira com intrincados desenhos incrustados. Nos tempos coloniais, os qeros passaram a ostentar pinturas em lugar dos desenhos incrustrados. Muitos qeros eram feitos de metal. Atualmente, muitos são feitos de vidro. Os imperadores incas usavam qeros idênticos para convidar pessoas a beber, selando alianças.
A chicha pode ser misturada com Coca Sek, uma bebida colombiana feita com folhas de coca.

## Variações regionais

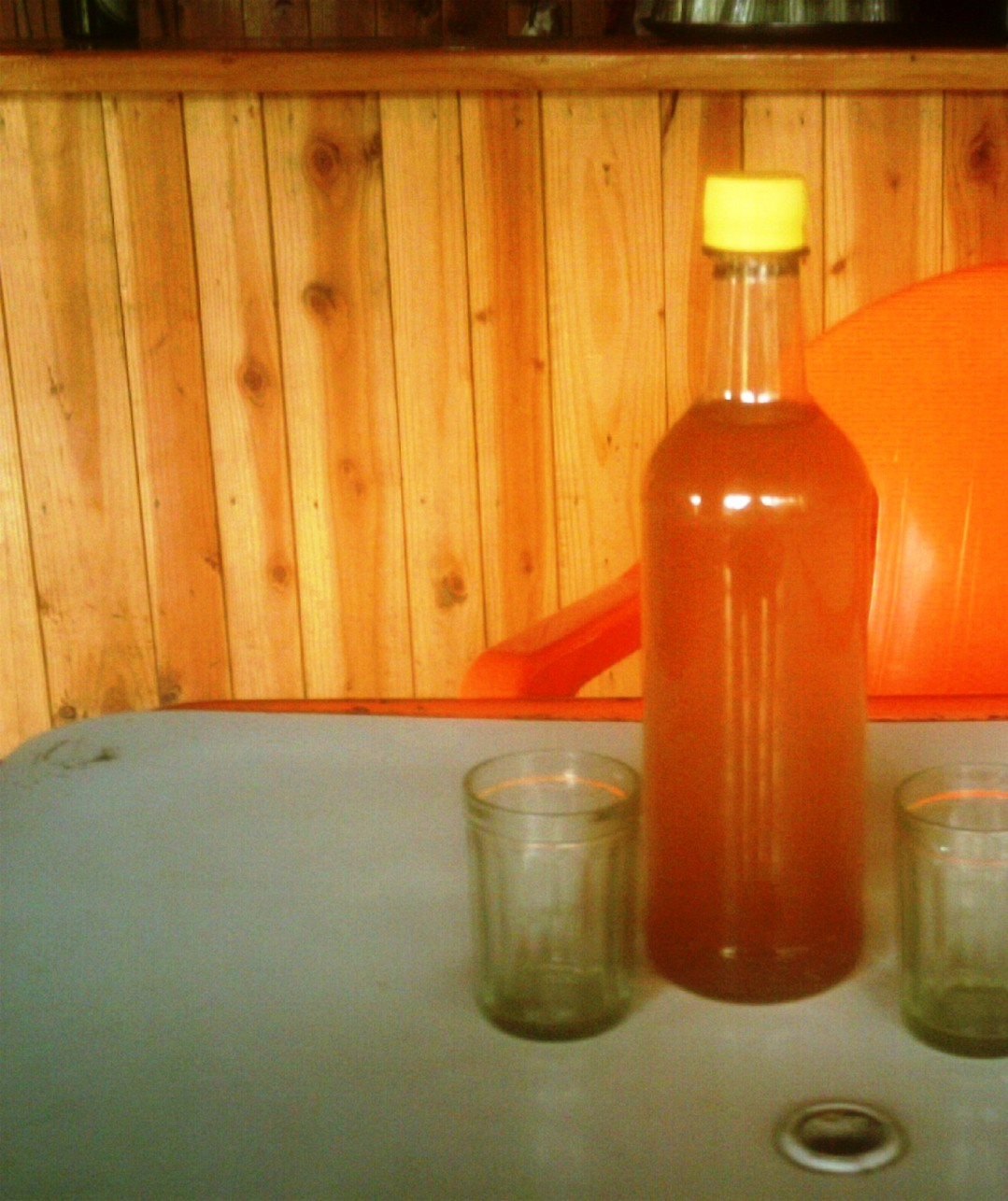
Uma garrafa de Chicha, do lado esquerdo, há um copo, e no lado, direito há outro copo

Existem muitas variações regionais de chicha, que podem ser divididas grosseiramente em variedades da planície (Amazônia) e do planalto.

### Amazônia
Por toda a bacia do rio Amazonas (incluindo os interiores de Brasil, Peru e Equador), a chicha é feita tradicionalmente a partir da mandioca, mas também são conhecidas variedades feitas a partir de banana cozida. Tradicionalmente, as mulheres mastigam a mandioca descascada e lavada e cospem o sumo numa tigela. A raiz de mandioca possui muito amido, e as enzimas presentes na saliva convertem rapidamente o amido em açúcar simples, que é, posteriormente, convertido por bactérias ou leveduras selvagens em álcool. Depois que o sumo fermentou na tigela por algumas horas, o resultado é uma chicha levemente ácida e doce, parecida na aparência com leite desnatado. Na Amazônia peruana, a bebida é conhecida como masato.
Tradicionalmente, as famílias oferecem chicha aos visitantes. As crianças bebem chicha nova, não fermentada, enquanto os adultos bebem chicha fermentada. A chicha mais fermentada, com maior teor alcoólico, é reservada aos homens.

### Bolívia
Na Bolívia, a chicha é feita mais comumente de milho, especialmente no altiplano, mas a chicha de amaranto também é tradicional e popular. A chicha feita de mandioca doce ou banana também é comum na planície. A chicha boliviana frequentemente possui álcool. Uma boa descrição da preparação da chicha boliviana pode ser encontrada no texto "Chicha, uma cerveja nativa sul-americana", de Cutler, Hugh e Martin Cardenas.

### Chile
No Chile, existem dois tipos principais de chicha: chicha de maçã produzida no sul do Chile e chicha de uva produzida no centro do Chile. Ambas são bebidas fermentadas, não destiladas. São consumidas no campo ou durante as festividades, como as festas pátrias em 18 de setembro. Não costumam ser encontradas nos supermercados a não ser nas proximidades de 18 de setembro.

### Colômbia
Na capital Bogotá, a receita é simples: milho cozido com açúcar, fermentado de seis a oito dias.

### Equador
Um grande festival de cerveja de chicha, yamor, acontece no início de setembro na cidade de Otavalo. Ele tem suas raízes na década de 1970, quando os habitantes locais decidiram reviver uma antiga tradição de comemorar a colheita de milho antes do equinócio de setembro. Os habitantes locais falam quíchua, e yamor é o nome para a chicha. O festival inclui bandas, paradas, queima de fogos e consumo de chicha.

### El Salvador
Em El Salvador, chicha geralmente se refere a uma bebida alcoólica feita de milho, açúcar e abacaxi. Ele é tomada pura ou usada como ingrediente culinário, por exemplo no tradicional prato "galo na chicha", uma versão local do coq au vin. Uma versão não alcoólica, chamada de fresco de chicha, é feita com os mesmos ingredientes, porém sem que seja permitida a ocorrência de fermentação.

### Honduras
Em Honduras, o povo Pech pratica um ritual chamado Kesh onde um xamã contacta o mundo espiritual. Um Kesh pode acontecer por várias razões: por exemplo, para apaziguar espíritos zangados, ou para ajudar a alma de um morto da comunidade na sua jornada pós-morte. Durante o ritual, é bebida uma chicha feita de mandioca e de tamales de mandioca. O ritual não é mais praticado, mas a bebida ainda é consumida pelas famílias em ocasiões especiais.

### Nicarágua
Em Manágua e Granada, chicha de maiz é um drinque típico, não fermentado, e servido bem gelado. Frequentemente, é aromatizado com banana ou baunilha. Nas praças, podem ser ouvidas as vendedoras gritando: "chicha, café e suco gelado!"
A chicha de milho nicaraguense é feita deixando o milho de molho na água durante uma noite. No dia seguinte, o milho é moído e colocado na água. Corante vermelho é adicionado, e a mistura é cozida. Uma vez resfriado, é adicionado açúcar e mais água. No dia seguinte, é adicionado mais água, açúcar e aromatizante. Embora exista a chicha alcoólica, a versão não alcoólica é a mais popular.

### Panamá
No Panamá, chicha significa, simplesmente, "bebida de fruta". Chicha não fermentada é chamada frequentemente de batido, nome que se refere também a qualquer bebida à base de purê de frutas. Localmente, entre os cunas ou gundetules da cadeia de ilhas San Blas, "chicha forte" se refere ao milho fermentado, que é consumido especialmente nos feriados religiosos. Nas áreas rurais, a chicha forte é consumida durante e depois dos trabalhos comunitários (juntas), assim como durante as danças comunitárias (tamboritos).

### Peru
A importância da chicha no mundo religioso e social da América Latina pode ser entendida analisando-se o papel da bebida no antigo Peru. O milho era considerado uma planta sagrada, e a chicha tinha uma importância enorme. Ela era consumida em grandes quantidades durante e após a colheita, criando um ambiente festivo de canto, dança e brincadeiras. Ela era oferecida aos deuses e aos ancestrais, como outras bebidas fermentadas ao redor do mundo. Por exemplo: na capital inca, Cusco, o imperador despejava chicha numa tigela de ouro no umbigo do mundo, um estrado de pedra ornamentado com trono e pilar na praça central. A chicha corria pela "garganta do deus sol" até o templo do sol, e os estupefatos espectadores observavam o deus beber a bebida. Na maioria dos festivais, as pessoas comuns bebiam quantidades enormes da bebida depois da festa principal, enquanto os espanhóis observavam, horrorizados, a bebedeira.
Os sacrifícios humanos deveriam, primeiro, ser esfregados nos resíduos da chicha. Depois, eles eram alimentados com chicha fornecida por um tubo, enquanto estavam enterrados vivos em tumbas. Lugares especiais de sacrifício, espalhados por todo o império, e múmias dos antigos reis e ancestrais eram banhados ritualmente em farinha de milho e recebiam oferendas de chicha, ao acompanhamento de danças e flautas de pã. Até hoje, os peruanos derramam chicha para a "mãe Terra" a partir do copo comunal, quando eles se reúnem para beber. O copo, então, é passado em ordem decrescente de hierarquia, numa sucessão interminável de brindes.

### Venezuela
Em Venezuela, a chicha de arroz é feita a partir de arroz cozido, leite e açúcar. É branca e possui a consistência de gemada. É servida como uma bebida doce e refrescante, com cobertura de canela em pó ou leite condensado. A bebida não contém álcool. Algumas vezes, é feita com massa de trigo em vez de arroz, e é chamada então de chicha de pasta.
Na maior parte das grandes cidades, a bebida é vendida na rua pelos chamados chicheros. Estes vendedores costumam usar uma mistura em pó, a qual apenas adicionam água, gelo picado e canudo, com a opção de canela, chocolate ou leite condensado na cobertura. A região andina (como em Mérida) possui uma versão alternativa, com a adição de abacaxi fermentado. Ela é chamada de chicha andina, e costuma ser bebida no natal.

## Significado da chicha na sociedade inca

### Identidade
O uso da chicha pode revelar como as pessoas percebem sua própria identidade social, género, raça, nacionalidade e comunidade. O uso da chicha contribui para a construção de uma comunidade e de uma identidade coletiva, através da manutenção de redes sociais. Frequentemente, é consumida no contexto de festas e festivais, que são ambientes favoráveis ao fortalecimento de laços sociais.

### Ritos de passagem
O consumo de chicha era incluído nos ritos de passagem de povos ameríndios como os incas. Especialmente, no caso dos filhos da nobreza inca. Os jovens podiam adquirir seus nomes adultos em cerimônias que incluíam o consumo de chicha. Esses garotos faziam uma peregrinação a montanhas importantes, como a Huanacauri. Eles faziam isso um mês antes da cerimônia de maturidade. Depois da peregrinação, os jovens mascavam o milho que seria usado na produção de chicha, chicha esta que seria consumida ao longo da cerimônia, que durava um mês. Uma atividade era descer correndo uma montanha para pegar um copo de chicha dado por jovens mulheres de forma a encorajá-los.

### Mulheres fazendo chicha
As mulheres eram importantes na comunidade inca. Um seleto grupo de mulheres recebia instrução formal: eram as acllas, também conhecidas como "mulheres escolhidas". Essas mulheres eram retiradas de seu ambiente familiar e levadas para a acllahuasi, ou "casa das mulheres escolhidas". Lá, elas se dedicavam à religião inca, costuravam, cozinhavam e fabricavam chicha. Grande parte da chicha produzida era destinada às cerimônias religiosas. O processo de produção da chicha começava com a mastigação do milho, visando a amolecê-lo e facilitar, dessa forma, sua fermentação. Tudo que era produzido pelas aclla era considerado sagrado. Ser escolhida como aclla era considerado um privilégio reservado às "mulheres mais belas".

### Percepções da chicha pela realeza inca
Provavelmente, a realeza inca bebia chicha através de copos de ouro ou prata chamados kero. Quando os incas venciam um inimigo, a cabeça deste era transformada num copo onde se bebia chicha. Por exemplo, sabe-se que Atahualpa bebia chicha no crânio de inimigos. Isso era considerado um símbolo da superioridade dos incas. Os nobres incas costumavam celebravam vitórias militares importantes com o consumo de chicha. Quando os conquistadores espanhóis chegaram ao império inca, não entenderam a importância da chicha. Titu Cusi explicou como seu tio Atahualpa reagiu diante da indiferença dos espanhóis à chicha:

O espanhol, quando recebeu a bebida em suas mãos, derramou-a, o que irritou grandemente meu tio. Depois disso, dois espanhóis mostraram, a meu tio, uma carta, livro ou algo assim, dizendo que era a escritura de Deus e do rei. Meu tio, ofendido pelo procedimento dos espanhóis, pegou o papel e o jogou igualmente no chão, dizendo: 'não sei o que é isto que vocês me deram. Vão embora'.
Este episódio mostra a importância que a chicha tinha para os incas. Se alguém insultasse a bebida, isso era tido como uma ofensa à comunidade inca.

### Economia
Na economia inca, não havia moeda. Ao invés disso, havia troca de mercadorias e serviços, bem como a distribuição de itens pelo imperador às pessoas que o serviam. Comunidades costeiras costumavam produzir chicha e presenteá-la ao imperador. Isso proporcionava um fornecimento mais abundante de itens do imperador para essas comunidades, em retribuição. O imperador também fornecia chicha às famílias que contribuíam para o mita (funcionalismo público).
Na economia inca, era importante que houvesse um fluxo estável de chicha e outros bens importantes para a vida cotidiana. Devido à importância do milho, era provável que a posse das plantações de milho pertencesse ao estado.

### Propósitos religiosos
A produção de chicha era necessária porque a bebida era considerada sagrada. Entre os incas, o milho era considerado uma dádiva divina, e o consumo de sua bebida fermentada nas reuniões políticas era considerado um meio de se unir aos ancestrais e a todo o panteão de divindades incas. A bebida permitia, à população, relembrar o mito da criação e o deus criador Viracocha. Os incas viam, na chicha, um caráter sexual, e consideravam que, quando a jogavam na terra, alimentavam esta última.